# Identificador amigo-enemigo

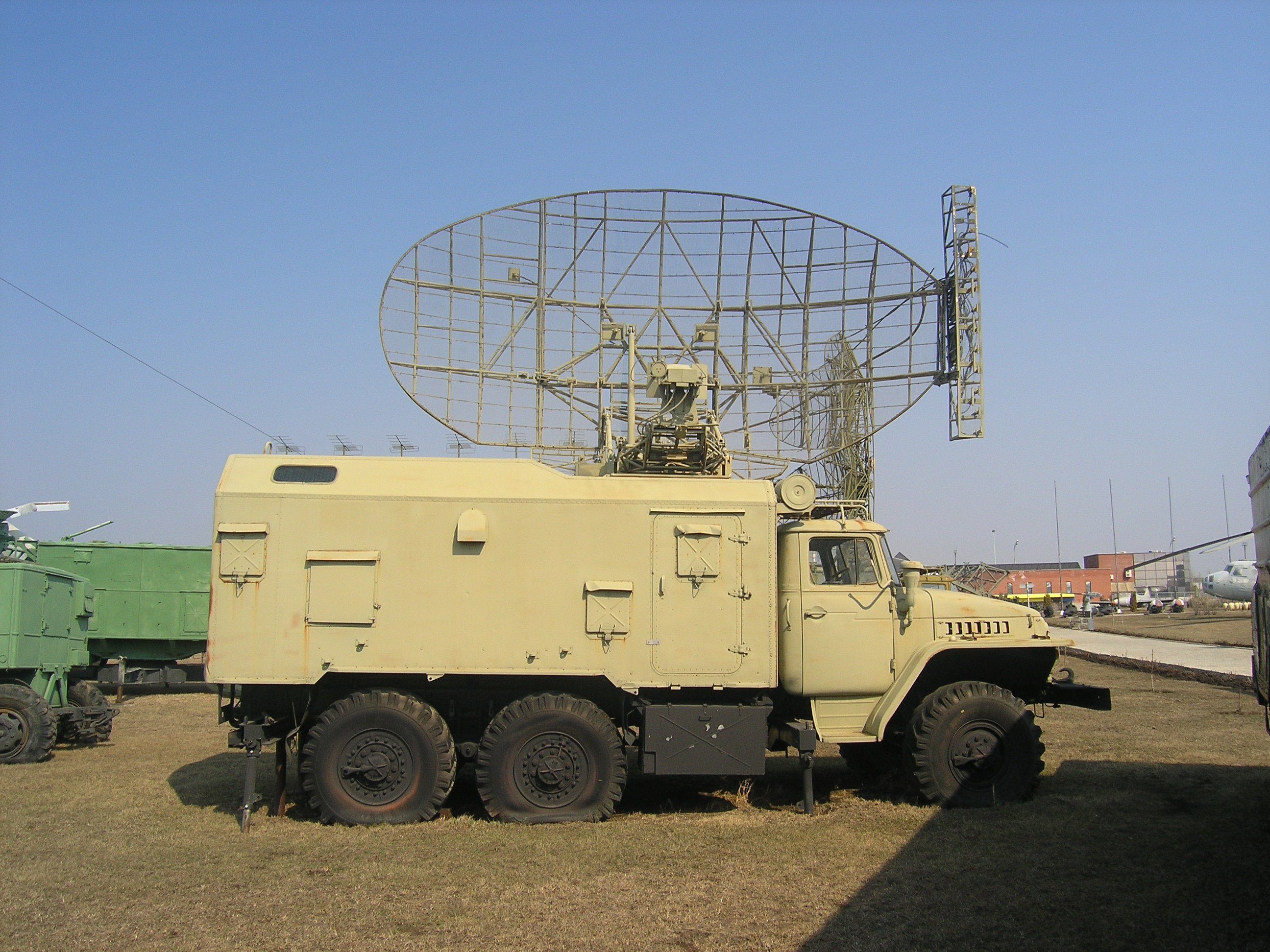
Radar terrestre 1L22 "Parole-4" sobre chasis Ural-375. Museo Técnico de Togliatti

En telecomunicaciones, el identificador amigo-enemigo, o IFF por sus siglas en inglés (identification friend or foe), es un sistema de identificación criptográfico. Dentro del campo militar, sirve para distinguir a aeronaves o a vehículos enemigos de los que no lo son.  (Específicamente sirve para identificar amigos,  los no identificados se presumen enemigos)
Su funcionamiento se basa en el establecimiento de una lista enorme de retos que sólo pueden resolver los equipos amigos. El sistema que quiere saber si otro sistema es amigo o enemigo interroga al otro sistema proponiéndole un reto. En función de si la respuesta es correcta o no, se identificará como amigo o enemigo. Observar que aunque el enemigo escuche y copie la respuesta esta no le servirá ya que la próxima vez que el sistema interrogue se cambiará el reto utilizado.

## Historia
El primer IFF operativo del mundo fue el FuG 25a Erstling (deutsch), desarrollado por Alemania en 1940. El sistema usaba frecuencias de radar de 125 MHz (Radar Freya) y 550-580 MHz (Radar Würzburg).
Los aliados capturaron algunos aviones alemanes durante la guerra y a partir de estos, desarrollaron su primera serie de equipos electrónicos que se construyeron para la identificación y recibieron el nombre de "Trasponders" (Equipos que reciben en una frecuencia y transmiten en otra). 
El primero desarrollado por la industria inglesa estuvo operativo a partir de 1941, recibiendo el nombre de Mark I. En general era un equipo de capacidad limitada sin uso operativo.
Posteriores desarrollos, esta vez realizados en EE. UU. dieron lugar al MARK II. Opera de modo similar al MARK I, con la diferencia que tiene capacidad para trabajar en dos o más bandas. El tiempo empleado para rastrear cada banda de radar era de aproximadamente 3 microsegundos. El inconveniente mayor era que se necesitaban varios equipos de radar en tierra para obtener las distintas frecuencias al mismo tiempo. Otro problema con este equipo era que el eco de identificación no podía ser separado del eco normal del radar.
El MARK III fue considerado como el primer equipo completo de IFF. Se eliminó su dependencia del radar y le fue añadido otro componente denominado interrogador.
El interrogador se usaba para hacer trabajar el trasponder en la misma forma que el radar. El trasponder era siempre sincronizado mecánicamente una vez cada 3 microsegundos aproximadamente por encima del ancho de banda de 30 MHz., trabajando en un rango entre 157 y 187 MHz. La diferencia con el MARK II era que el trasponder podía seleccionar ahora 6 combinaciones de respuestas diferentes, en barridos sucesivos.
Posteriormente y en un corto período, surgieron el MARK IV, V, VI, VIII y IX.
Aunque estos sistemas venían dando servicio desde la Segunda Guerra Mundial, no eran completamente satisfactorios para un tráfico de aeronaves denso, ni de alta velocidad como ocurre hoy en día. Esto dio lugar a que en 1948 se desarrollara el MARK X IFF. Empleaba una frecuencia de interrogación (transmisión) de 1030 MHz. y una de recepción de 1090 MHz. Los códigos de interrogación se denominaron MODO 1, 2 y 3. Cada Interrogación consistía en un par de pulsos de código separados entre sí 3, 5 y 8 microsegundos respectivamente.
Una posterior modificación del MARK X consistió en introducirle una característica de identificación selectiva (SIF/Selective Identification Feature) y el sistema quedó como MARK XI IFF/SIF.

## Modo de funcionamiento
Dos sistema son necesarios: un interrogador (un radar secundario, por ejemplo) y un transpondedor. Existen distintos modos de interrogación. La interrogación en la mayoría de estos modos consta de dos pulsos separados por un intervalo de tiempo preciso.

### Modo 1
Es un modo militar con un código de dos cifras. La primera cifra puede ir de 0 a 7 y la segunda de 0 a 3, por lo que existen 32 códigos posibles. Se utiliza en control de tráfico aéreo militar, para determinar el tipo de aeronave y el tipo de misión.
La interrogación consta de dos pulsos separados de 3 microsegundos.

### Modo 2
Es un modo de tipo militar con código de cuatro cifras. Todas las cifras pueden tener valores de 0 a 7, existiendo hasta 4096 códigos distintos. Sirve para identificar cada aeronave en particular, transmitiendo en "número de cola".
La interrogación en modo 2 se realiza a través de la transmisión de pulsos cada 5 microsegundos.

### Modo 3/A
Es un modo civil/militar de control de tráfico aéreo estándar. Se usa internacionalmente, en conjunto con el modo C. Su código tiene el mismo formato que el modo 2. Es decir, cuatro cifras con valores del 0 al 7. Este código es asignado por el aeropuerto de partida de la aeronave.
Se reservan varios códigos para indicar situaciones concretas:
- 1200: Aeronaves con control aéreo visual
- 7500: Secuestro de la aeronave
- 7600: Fallo de comunicaciones de radio
- 7700: Otras emergencias
- 7720-7727: Operaciones de búsqueda y rescate
- 7777: Pruebas en tierra

Las interrogaciones en este modo se hacen a través de pulsos separados de 8 microsegundos.

### Modo C
Este modo exclusivamente civil, que se usa para transmitir la altura barométrica de la aeronave. El valor de la altitud se transmite en pies, con una resolución determinada.
Las interrogaciones constan de pulsos separados de 21 microsegundos.

### Modo S o selectivo
Modo civil avanzado que permite establecer enlaces de datos selectivos con cada aeronave. Con este modo, las aeronaves se identifican mediante una dirección y un número de vuelo. 
Este modo permite realizar "squitters" (respuestas sin haber recibido una interrogación).
Los equipos que permiten enviar interrogaciones en modo S son utilizados en control de tráfico aéreo.

### Modo 4
Modo militar cifrado.
Las interrogaciones son más complejas que la simple transmisión de pulsos equidistantes. La trama transmitida consta de una primera parte de pulsos de sincronización, seguido de un código cifrado.

### Modo 5
Es el equivalente militar del modo S.

### Otros modos no utilizados
El modo B, en desuso, constaba de una interrogración de 17 microsegundos. El modo D no se ha asignado, se ha definido una interrogación de 21 microsegundos.